# Llista de topònims de Torrelles de Llobregat
Llista de topònims (noms propis de lloc) del municipi de Torrelles de Llobregat, al Baix Llobregat
Informació actualitzada per un bot. Els canvis manuals es perdran quan s'actualitzi!

## casa
| imatge | Nom                                  | Ubicat a               | instància de | Detalls                                     | coordenades                                                                                    | Protecció                                  | Commons (més fotos)                             | Dades a WD                    |
| ------ | ------------------------------------ | ---------------------- | ------------ | ------------------------------------------- | ---------------------------------------------------------------------------------------------- | ------------------------------------------ | ----------------------------------------------- | ----------------------------- |
|        | cal Ramon                            | Torrelles de Llobregat | casa         | Estil: arquitectura eclèctica 19th century  | 41° 21′ 30″ N, 1° 58′ 53″ E / 41.35828°N,1.981414°E ca:C. Sant Pau, 1 119 msnm                 | bé integrant del patrimoni cultural català | Cal Ramon (Torrelles de Llobregat)              | Modifica les dades a Wikidata |
|        | can Soler                            | Torrelles de Llobregat | casa         | Estil: noucentisme 20th century             | 41° 21′ 22″ N, 1° 58′ 57″ E / 41.35617°N,1.982386°E ca:C. J. Sostres - C. Sant Isidre 123 msnm | bé integrant del patrimoni cultural català | Can Soler (Torrelles de Llobregat)              | Modifica les dades a Wikidata |
|        | casa del carrer Major, 9             | Torrelles de Llobregat | casa         | Estil: noucentisme 20th century             | 41° 21′ 32″ N, 1° 58′ 54″ E / 41.358951°N,1.981627°E ca:C. Major, 9 121 msnm                   | bé integrant del patrimoni cultural català | Major, 9 (Torrelles de Llobregat)               | Modifica les dades a Wikidata |
|        | casa modernista del carrer Major, 34 | Torrelles de Llobregat | casa         | Estil: arquitectura modernista 20th century | 41° 21′ 26″ N, 1° 58′ 51″ E / 41.357238°N,1.980806°E ca:Carrer Major, 34 134 msnm              | bé integrant del patrimoni cultural català | Casa modernista del carrer Major, 34            | Modifica les dades a Wikidata |
|        | casa modernista del carrer Major, 71 | Torrelles de Llobregat | casa         | Estil: arquitectura modernista 20th century | 41° 21′ 23″ N, 1° 58′ 50″ E / 41.356405°N,1.98062°E ca:Carrer Major, 71 138 msnm               | bé integrant del patrimoni cultural català | Casa modernista del carrer Major, 71            | Modifica les dades a Wikidata |
|        | cases del carrer Major, 15-17        | Torrelles de Llobregat | casa         | Estil: arquitectura modernista 20th century | 41° 21′ 32″ N, 1° 58′ 53″ E / 41.358871°N,1.981512°E ca:C. Major, 15-17 121 msnm               | bé integrant del patrimoni cultural català | Cases del carrer Major (Torrelles de Llobregat) | Modifica les dades a Wikidata |
|        | habitatges al carrer Major, 20-22    | Torrelles de Llobregat | casa         | Estil: arquitectura modernista              | 41° 21′ 28″ N, 1° 58′ 51″ E / 41.3577°N,1.980901°E ca:Carrer Major, 20-22 126 msnm             | bé integrant del patrimoni cultural català | Major 20-22 (Torrelles de Llobregat)            | Modifica les dades a Wikidata |
|        | torre a la plaça de l'Església, 6    | Torrelles de Llobregat | casa         | Estil: arquitectura modernista 20th century | 41° 21′ 34″ N, 1° 58′ 56″ E / 41.359392°N,1.98217°E ca:Plaça de l'Església, 6 122 msnm         | bé integrant del patrimoni cultural català | Torre a la plaça de l'Església, 6               | Modifica les dades a Wikidata |
|        | villa Pilar                          | Torrelles de Llobregat | casa         | Estil: noucentisme 20th century             | 41° 21′ 23″ N, 1° 58′ 58″ E / 41.356273°N,1.982662°E ca:C. J. Sostres, 7 120 msnm              | bé integrant del patrimoni cultural català | Villa Pilar (Torrelles de Llobregat)            | Modifica les dades a Wikidata |

## creu de terme
| imatge | Nom              | Ubicat a                                         | instància de  | Detalls                     | coordenades                                          | Protecció                                  | Commons (més fotos) | Dades a WD                    |
| ------ | ---------------- | ------------------------------------------------ | ------------- | --------------------------- | ---------------------------------------------------- | ------------------------------------------ | ------------------- | ----------------------------- |
|        | creu de Sant Pau | Torrelles de Llobregat                           | creu de terme |                             | 41° 21′ 32″ N, 1° 58′ 12″ E / 41.358997°N,1.970113°E |                                            |                     | Modifica les dades a Wikidata |
|        | creu del Querol  | Sant Climent de Llobregat Torrelles de Llobregat | creu de terme | Estil: arquitectura popular | 41° 21′ 15″ N, 1° 59′ 39″ E / 41.354158°N,1.994231°E | bé integrant del patrimoni cultural català | Creu del Querol     | Modifica les dades a Wikidata |

## edifici residencial
| imatge | Nom         | Ubicat a               | instància de        | Detalls | coordenades                                                                                    | Protecció | Commons (més fotos) | Dades a WD                    |
| ------ | ----------- | ---------------------- | ------------------- | ------- | ---------------------------------------------------------------------------------------------- | --------- | ------------------- | ----------------------------- |
|        | Ca la Cinta | Torrelles de Llobregat | edifici residencial |         | 41° 21′ 23″ N, 1° 58′ 53″ E / 41.356319427490234°N,1.9814599752426147°E ca:Carrer Martí Mas, 5 |           |                     | Modifica les dades a Wikidata |
|        | Can Camps   | Torrelles de Llobregat | edifici residencial |         | 41° 21′ 30″ N, 1° 58′ 51″ E / 41.35841369628906°N,1.980923056602478°E ca:Carrer Major, 8       |           |                     | Modifica les dades a Wikidata |

## masia
| imatge | Nom                                       | Ubicat a               | instància de | Detalls                                             | coordenades                                                                                 | Protecció                                  | Commons (més fotos)                     | Dades a WD                    |
| ------ | ----------------------------------------- | ---------------------- | ------------ | --------------------------------------------------- | ------------------------------------------------------------------------------------------- | ------------------------------------------ | --------------------------------------- | ----------------------------- |
|        | Cal Begues                                | Torrelles de Llobregat | masia        |                                                     | 41° 20′ 45″ N, 1° 57′ 43″ E / 41.3459535925091°N,1.9620233637704°E                          |                                            |                                         | Modifica les dades a Wikidata |
|        | Cal Corniero                              | Torrelles de Llobregat | masia        |                                                     | 41° 20′ 34″ N, 1° 57′ 58″ E / 41.3428651167723°N,1.96614814389827°E                         |                                            |                                         | Modifica les dades a Wikidata |
|        | Cal Frare                                 | Torrelles de Llobregat | masia        |                                                     | 41° 21′ 20″ N, 1° 58′ 00″ E / 41.3555244413259°N,1.96656947759906°E                         |                                            |                                         | Modifica les dades a Wikidata |
|        | Cal Jaques                                | Torrelles de Llobregat | masia        |                                                     | 41° 21′ 40″ N, 1° 58′ 55″ E / 41.3609937931209°N,1.98192960115361°E                         |                                            |                                         | Modifica les dades a Wikidata |
|        | Cal Rodó                                  | Torrelles de Llobregat | masia        |                                                     | 41° 20′ 49″ N, 1° 57′ 21″ E / 41.3469505544124°N,1.9557321856049°E                          |                                            |                                         | Modifica les dades a Wikidata |
|        | Cal Simonet                               | Torrelles de Llobregat | masia        |                                                     | 41° 21′ 32″ N, 1° 58′ 57″ E / 41.3588910882984°N,1.98250035800033°E                         |                                            |                                         | Modifica les dades a Wikidata |
|        | Cal Valldarús                             | Torrelles de Llobregat | masia        |                                                     | 41° 20′ 47″ N, 1° 57′ 04″ E / 41.3463592232031°N,1.95112780583129°E                         |                                            |                                         | Modifica les dades a Wikidata |
|        | Can Balasc de Baix                        | Torrelles de Llobregat | masia        |                                                     | 41° 21′ 38″ N, 1° 59′ 08″ E / 41.3606290841071°N,1.9855099951299°E                          |                                            |                                         | Modifica les dades a Wikidata |
|        | Can Balasc de Dalt                        | Torrelles de Llobregat | masia        |                                                     | 41° 20′ 48″ N, 1° 57′ 53″ E / 41.3467346600459°N,1.96473624166069°E                         |                                            |                                         | Modifica les dades a Wikidata |
|        | Can Batlló                                | Torrelles de Llobregat | masia        |                                                     | 41° 21′ 25″ N, 1° 58′ 01″ E / 41.3568066505876°N,1.96691979462988°E                         |                                            |                                         | Modifica les dades a Wikidata |
|        | Can Bella                                 | Torrelles de Llobregat | masia        |                                                     | 41° 21′ 43″ N, 1° 58′ 48″ E / 41.3618777978881°N,1.98003876545659°E                         |                                            |                                         | Modifica les dades a Wikidata |
|        | Can Bruguera                              | Torrelles de Llobregat | masia        |                                                     | 41° 20′ 07″ N, 1° 57′ 16″ E / 41.335230034773°N,1.9543726954656°E                           |                                            |                                         | Modifica les dades a Wikidata |
|        | Can Carcana                               | Torrelles de Llobregat | masia        | Estil: arquitectura popular                         | 41° 20′ 46″ N, 1° 56′ 55″ E / 41.346061°N,1.948528°E                                        | bé integrant del patrimoni cultural català |                                         | Modifica les dades a Wikidata |
|        | Can Casanoves                             | Torrelles de Llobregat | masia        |                                                     | 41° 22′ 12″ N, 1° 59′ 12″ E / 41.3698718692952°N,1.98665779264819°E                         |                                            |                                         | Modifica les dades a Wikidata |
|        | Can Claver                                | Torrelles de Llobregat | masia        |                                                     | 41° 20′ 25″ N, 1° 56′ 59″ E / 41.3401581312647°N,1.94970943790989°E                         |                                            |                                         | Modifica les dades a Wikidata |
|        | Can Gallina                               | Torrelles de Llobregat | masia        |                                                     | 41° 22′ 17″ N, 1° 59′ 34″ E / 41.3714019073467°N,1.99267259828415°E                         |                                            |                                         | Modifica les dades a Wikidata |
|        | Can Nicolau                               | Torrelles de Llobregat | masia        |                                                     | 41° 20′ 45″ N, 1° 57′ 35″ E / 41.34585235738°N,1.95978979145824°E ca:Carretera de Begues    |                                            |                                         | Modifica les dades a Wikidata |
|        | Can Pau Ollé                              | Torrelles de Llobregat | masia        | Estil: arquitectura popular                         | 41° 20′ 42″ N, 1° 56′ 50″ E / 41.344882°N,1.94716°E                                         | bé integrant del patrimoni cultural català | Can Pau Olle (Torrelles de Llobregat)   | Modifica les dades a Wikidata |
|        | Can Pesca                                 | Torrelles de Llobregat | masia        |                                                     | 41° 20′ 46″ N, 1° 56′ 43″ E / 41.3461530334769°N,1.94532201345787°E                         |                                            |                                         | Modifica les dades a Wikidata |
|        | Can Pi de la Serra                        | Torrelles de Llobregat | masia        |                                                     | 41° 21′ 03″ N, 1° 57′ 40″ E / 41.3508548591775°N,1.96115656179749°E                         |                                            |                                         | Modifica les dades a Wikidata |
|        | Can Pinet                                 | Torrelles de Llobregat | masia        |                                                     | 41° 20′ 27″ N, 1° 57′ 49″ E / 41.3408061682306°N,1.96356324090061°E                         |                                            |                                         | Modifica les dades a Wikidata |
|        | Can Porró                                 | Torrelles de Llobregat | masia        |                                                     | 41° 20′ 34″ N, 1° 58′ 31″ E / 41.3427933518001°N,1.97524496442919°E                         |                                            |                                         | Modifica les dades a Wikidata |
|        | Can Reinal                                | Torrelles de Llobregat | masia        |                                                     | 41° 21′ 45″ N, 1° 58′ 33″ E / 41.3623640620897°N,1.97596617779255°E                         |                                            |                                         | Modifica les dades a Wikidata |
|        | Can Tarrida                               | Torrelles de Llobregat | masia        |                                                     | 41° 21′ 43″ N, 1° 59′ 18″ E / 41.3620596336112°N,1.98839303900924°E                         |                                            |                                         | Modifica les dades a Wikidata |
|        | Can Tòfol                                 | Torrelles de Llobregat | masia        |                                                     | 41° 21′ 45″ N, 1° 58′ 44″ E / 41.3623903003035°N,1.97891886630407°E                         |                                            |                                         | Modifica les dades a Wikidata |
|        | Can Xicarró                               | Torrelles de Llobregat | masia        |                                                     | 41° 21′ 58″ N, 1° 59′ 00″ E / 41.3661122781452°N,1.98320090370571°E                         |                                            |                                         | Modifica les dades a Wikidata |
|        | Mas Segarra                               | Torrelles de Llobregat | masia        |                                                     | 41° 21′ 11″ N, 1° 58′ 59″ E / 41.353167862789°N,1.98312743005639°E ca:Camí de Mas Segarra   |                                            |                                         | Modifica les dades a Wikidata |
|        | cal Güell                                 | Torrelles de Llobregat | masia        | Estil: arquitectura popular 18th century            | 41° 21′ 24″ N, 1° 57′ 42″ E / 41.356638°N,1.961663°E ca:Passat les Cases del Frare 170 msnm | bé integrant del patrimoni cultural català | Cal Güell (Torrelles de Llobregat)      | Modifica les dades a Wikidata |
|        | cal Mas                                   | Torrelles de Llobregat | masia        | Estil: arquitectura popular 18th century            | 41° 21′ 34″ N, 1° 57′ 51″ E / 41.35957°N,1.964145°E ca:A l'esquerra de la riera 179 msnm    | bé integrant del patrimoni cultural català | Cal Mas (Torrelles de Llobregat)        | Modifica les dades a Wikidata |
|        | can Coll                                  | Torrelles de Llobregat | masia        | Estil: arquitectura popular                         | 41° 21′ 14″ N, 1° 58′ 33″ E / 41.353936°N,1.975818°E ca:Carrer del Raval 146 msnm           | bé integrant del patrimoni cultural català | Cal Coll (Torrelles de Llobregat)       | Modifica les dades a Wikidata |
|        | can Roig                                  | Torrelles de Llobregat | masia        | Estil: arquitectura popular 16th century            | 41° 21′ 49″ N, 1° 58′ 59″ E / 41.363548°N,1.982961°E ca:A l'entrada del poble 105 msnm      | bé integrant del patrimoni cultural català | Can Roig (Torrelles de Llobregat)       | Modifica les dades a Wikidata |
|        | el Bon Repòs                              | Torrelles de Llobregat | masia        |                                                     | 41° 20′ 13″ N, 1° 56′ 47″ E / 41.3370469939435°N,1.94636527695917°E                         |                                            |                                         | Modifica les dades a Wikidata |
|        | el Maset de Dalt                          | Torrelles de Llobregat | masia        |                                                     | 41° 21′ 19″ N, 1° 57′ 08″ E / 41.3552410875186°N,1.9521687240335°E                          |                                            |                                         | Modifica les dades a Wikidata |
|        | el Tàbor                                  | Torrelles de Llobregat | masia        |                                                     | 41° 20′ 31″ N, 1° 58′ 35″ E / 41.3418753855068°N,1.97634699886916°E                         |                                            |                                         | Modifica les dades a Wikidata |
|        | masia amb elements decoratius modernistes | Torrelles de Llobregat | masia        | Estil: arquitectura modernista arquitectura popular | 41° 21′ 23″ N, 1° 58′ 56″ E / 41.356251°N,1.982163°E ca:Carrer Sant Isidre, 4 123 msnm      | bé integrant del patrimoni cultural català | Sant Isidre, 4 (Torrelles de llobregat) | Modifica les dades a Wikidata |

## muntanya
| imatge | Nom                    | Ubicat a                                                               | instància de | Detalls | coordenades                                                                                       | Protecció | Commons (més fotos)                   | Dades a WD                    |
| ------ | ---------------------- | ---------------------------------------------------------------------- | ------------ | ------- | ------------------------------------------------------------------------------------------------- | --------- | ------------------------------------- | ----------------------------- |
|        | Montpedrós             | Sant Vicenç dels Horts Santa Coloma de Cervelló Torrelles de Llobregat | muntanya     |         | 41° 22′ 10″ N, 2° 00′ 10″ E / 41.3694°N,2.00289°E 348 msnm                                        |           | Montpedrós (Santa Coloma de Cervelló) | Modifica les dades a Wikidata |
|        | Penya del Moro         | Vallirana Begues Torrelles de Llobregat                                | muntanya     |         | 41° 21′ 00″ N, 1° 56′ 44″ E / 41.35°N,1.94542°E ca:Extrem sud-est del terme municipal 466.8 msnm  |           |                                       | Modifica les dades a Wikidata |
|        | Puig Vicenç            | Cervelló Torrelles de Llobregat Vallirana                              | muntanya     |         | 41° 22′ 04″ N, 1° 57′ 15″ E / 41.367809°N,1.95404°E ca:Serrat de can Güell - Vall d'Arús 468 msnm |           | Puig Vicenç                           | Modifica les dades a Wikidata |
|        | Turó de Mossèn Corbera | Torrelles de Llobregat                                                 | muntanya     |         | 41° 21′ 53″ N, 1° 57′ 53″ E / 41.3647°N,1.96483°E 284.7 msnm                                      |           |                                       | Modifica les dades a Wikidata |
|        | Turó de la Bruguera    | Torrelles de Llobregat                                                 | muntanya     |         | 41° 21′ 04″ N, 1° 57′ 20″ E / 41.3511°N,1.95564°E 367.3 msnm                                      |           |                                       | Modifica les dades a Wikidata |
|        | Turó del Tàbor         | Sant Climent de Llobregat Torrelles de Llobregat                       | muntanya     |         | 41° 20′ 41″ N, 1° 59′ 12″ E / 41.34469444°N,1.98672222°E 356 msnm                                 |           | Turó del Tàbor                        | Modifica les dades a Wikidata |

## nucli de població
| imatge | Nom                  | Ubicat a               | instància de                                           | Detalls  | coordenades                                                                  | Protecció | Commons (més fotos) | Dades a WD                    |
| ------ | -------------------- | ---------------------- | ------------------------------------------------------ | -------- | ---------------------------------------------------------------------------- | --------- | ------------------- | ----------------------------- |
|        | Can Coll             | Torrelles de Llobregat | nucli de població                                      |          | 41° 21′ 09″ N, 1° 58′ 24″ E / 41.352513863114°N,1.9732224402628°E            |           |                     | Modifica les dades a Wikidata |
|        | Can Guey             | Torrelles de Llobregat | nucli de població nucli d'entitat singular de població | 862 hab  | 41° 20′ 50″ N, 1° 58′ 28″ E / 41.347120827832°N,1.974502476836°E 175 msnm    |           |                     | Modifica les dades a Wikidata |
|        | Can Güell            | Torrelles de Llobregat | nucli de població nucli d'entitat singular de població | 1263 hab | 41° 21′ 38″ N, 1° 57′ 23″ E / 41.360468826869°N,1.9563598474872°E 116 msnm   |           |                     | Modifica les dades a Wikidata |
|        | Raval Roig           | Torrelles de Llobregat | nucli de població nucli d'entitat singular de població | 338 hab  | 41° 21′ 51″ N, 1° 58′ 57″ E / 41.3641065517749°N,1.98251475915136°E 95 msnm  |           |                     | Modifica les dades a Wikidata |
|        | Raval de Torrelletes | Torrelles de Llobregat | nucli de població nucli d'entitat singular de població | 37 hab   | 41° 20′ 49″ N, 1° 57′ 16″ E / 41.3470006834381°N,1.95430897252461°E 190 msnm |           |                     | Modifica les dades a Wikidata |
|        | el Raval Mas         | Torrelles de Llobregat | nucli de població nucli d'entitat singular de població | 134 hab  | 41° 21′ 25″ N, 1° 58′ 06″ E / 41.356974170928°N,1.9683704343211°E 229 msnm   |           |                     | Modifica les dades a Wikidata |
|        | el Raval Perruca     | Torrelles de Llobregat | nucli de població nucli d'entitat singular de població | 22 hab   | 41° 21′ 38″ N, 1° 58′ 55″ E / 41.36061634°N,1.98205407°E 129 msnm            |           |                     | Modifica les dades a Wikidata |

## serra
| imatge | Nom                          | Ubicat a                                                               | instància de | Detalls | coordenades                                                     | Protecció | Commons (més fotos) | Dades a WD                    |
| ------ | ---------------------------- | ---------------------------------------------------------------------- | ------------ | ------- | --------------------------------------------------------------- | --------- | ------------------- | ----------------------------- |
|        | serra de Can Güell           | Torrelles de Llobregat                                                 | serra        |         | 41° 21′ 42″ N, 1° 56′ 54″ E / 41.3618°N,1.94831°E 468.2 msnm    |           |                     | Modifica les dades a Wikidata |
|        | serra de la Creu de Sant Pau | Torrelles de Llobregat                                                 | serra        |         | 41° 21′ 37″ N, 1° 58′ 12″ E / 41.3603°N,1.97007222°E 284.7 msnm |           |                     | Modifica les dades a Wikidata |
|        | serrat de la Torrassa        | Santa Coloma de Cervelló Sant Vicenç dels Horts Torrelles de Llobregat | serra        |         | 41° 22′ 17″ N, 2° 00′ 01″ E / 41.3714°N,2.00036°E 351.8 msnm    |           |                     | Modifica les dades a Wikidata |

## Misc
| imatge | Nom                                            | Ubicat a                                                                                        | instància de                                                                   | Detalls                                        | coordenades                                                                                            | Protecció                                  | Commons (més fotos)                              | Dades a WD                    |
| ------ | ---------------------------------------------- | ----------------------------------------------------------------------------------------------- | ------------------------------------------------------------------------------ | ---------------------------------------------- | --- | ------------------------------------------ | ------------------------------------------------ | ----------------------------- |
|        | Catalunya en Miniatura                         | Torrelles de Llobregat                                                                          | parc en miniatura                                                              |                                                | 41° 21′ 32″ N, 1° 59′ 09″ E / 41.35888889°N,1.98583333°E                                               |                                            | Catalunya en Miniatura                           | Modifica les dades a Wikidata |
|        | Cesalpina                                      | Torrelles de Llobregat                                                                          | nucli d'entitat singular de població urbanització                              | 880 hab                                        | 41° 21′ 52″ N, 1° 59′ 40″ E / 41.36438281°N,1.9945255°E 240 msnm                                       |                                            |                                                  | Modifica les dades a Wikidata |
|        | Molí d'en Güell                                | Torrelles de Llobregat                                                                          | molí d'aigua                                                                   | Estil: arquitectura modernista                 | 41° 21′ 01″ N, 1° 58′ 33″ E / 41.350141°N,1.975831°E                                                   | bé integrant del patrimoni cultural català | Moli Güell (Torrelles de Llobregat)              | Modifica les dades a Wikidata |
|        | Polígon industrial Can Balasc de Baix          | Torrelles de Llobregat                                                                          | polígon industrial                                                             |                                                | 41° 21′ 42″ N, 1° 59′ 17″ E / 41.3615787272399°N,1.98799399238006°E                                    |                                            |                                                  | Modifica les dades a Wikidata |
|        | Puig Vicenç                                    | Cervelló Vallirana Torrelles de Llobregat                                                       | vèrtex geodèsic                                                                | Alt: 1.2m                                      | 41° 22′ 04″ N, 1° 57′ 15″ E / 41.367797°N,1.954102°E ca:Serrat de can Güell - Vall d'Arús 467.688 msnm |                                            |                                                  | Modifica les dades a Wikidata |
|        | Torrelles de Llobregat                         | Torrelles de Llobregat                                                                          | entitat singular de població capital municipal ens local històric de Catalunya | 6136 hab                                       | 41° 21′ 00″ N, 1° 59′ 00″ E / 41.35°N,1.98333°E 123 msnm                                               |                                            |                                                  | Modifica les dades a Wikidata |
|        | biblioteca Municipal Pompeu Fabra              | Torrelles de Llobregat                                                                          | biblioteca pública biblioteca central                                          | Estil: historicisme arquitectònic 19th century | 41° 21′ 30″ N, 1° 58′ 52″ E / 41.3583°N,1.98105°E ca:C. Major, 8 es:c/ Major, 8 125 msnm               | bé integrant del patrimoni cultural català | Can Camps (Torrelles de Llobregat)               | Modifica les dades a Wikidata |
|        | casa consistorial de Torrelles de Llobregat    | Torrelles de Llobregat                                                                          | casa consistorial                                                              |                                                | 41° 21′ 33″ N, 1° 58′ 52″ E / 41.3591189°N,1.9810862°E                                                 |                                            | Town hall of Torrelles de Llobregat              | Modifica les dades a Wikidata |
|        | coves de Can Riera                             | Torrelles de Llobregat                                                                          | cova                                                                           |                                                | 41° 22′ 01″ N, 1° 57′ 34″ E / 41.366932422920186°N,1.959576354719373°E                                 | bé cultural d'interès local                | Coves de Can Riera (Torrelles de Llobregat)      | Modifica les dades a Wikidata |
|        | creu de Can Cartró                             | Santa Coloma de Cervelló Sant Boi de Llobregat Sant Climent de Llobregat Torrelles de Llobregat | creu monumental                                                                |                                                | 41° 21′ 23″ N, 1° 59′ 54″ E / 41.356333°N,1.998394°E                                                   |                                            |                                                  | Modifica les dades a Wikidata |
|        | església parroquial de Sant Martí de Torrelles | Torrelles de Llobregat                                                                          | església                                                                       | Estil: historicisme arquitectònic              | 41° 21′ 33″ N, 1° 58′ 53″ E / 41.359228°N,1.981471°E                                                   | bé integrant del patrimoni cultural català | Església de Sant Martí de Torrelles de Llobregat | Modifica les dades a Wikidata |
|        | la Font del Porro                              | Torrelles de Llobregat                                                                          | font                                                                           | Estil: arquitectura modernista                 | 41° 20′ 52″ N, 1° 59′ 16″ E / 41.347649°N,1.987681°E ca:Camí que surt del mas Segarra                  |                                            |                                                  | Modifica les dades a Wikidata |
|        | rectoria de Torrelles de Llobregat             | Torrelles de Llobregat                                                                          | rectoria                                                                       | Estil: arquitectura eclèctica 19th century     | 41° 21′ 33″ N, 1° 58′ 54″ E / 41.359109°N,1.981595°E ca:Pl. de l'Església 123 msnm                     | bé integrant del patrimoni cultural català | Rectoria (Torrelles de Llobregat)                | Modifica les dades a Wikidata |